# Chad Smith
Chad Smith (* 25. října 1961 St. Paul, Minnesota, USA) je americký bubeník a člen skupiny Red Hot Chili Peppers (1988-dosud) a od roku 2008 i superskupiny CHICKENFOOT. Do Red Hot Chili Peppers přišel po odchodu předchozího bubeníka redhotů, Jacka Ironse, který skupinu opustil poté, co se kytarista Hillel Slovak předávkoval heroinem. Byl také zapsán do Guinnessovy knihy rekordů jako nejrychlejší bubeník světa, když zahrál 1071 jednotlivých úhozů za 60 sekund na bicí soustavu čítající 308 kusů. Jeho poznávacím znamením je čapka na hlavě. Byl blízkým přítelem Taylora Hawkinse bubeníka z Foo Fighters. Po jeho nečekané smrti v březnu roku 2022 si nechal udělat přední blánu kopáku s logem kapely Foo Fighters se jménem Taylor.

## Vybavení
Smith používá bicí DW Drums, činely Paiste a paličky Vater. Dříve používal bicí Pearl a dlouhou dobu činely Sabian.

## Diskografie

### Red Hot Chilli Peppers
- Mother's Milk (1989)
- Sock-Cess (1989)
- Blood Sugar Sex Magik (1991)
- The Plasma Shaft (1994)
- Out in L.A. (1994)
- The Best of Red Hot Chili Peppers (1994)
- One Hot Minute (1995)
- Californication (1999)
- By the Way (2002)
- Red Hot Chili Peppers Live in Hyde Park (2004)
- Stadium Arcadium (2006)
- iTunes Originals – Red Hot Chili Peppers (2006)
- 10 Great Songs (2009)
- Road Trippin' Through Time (2011)
- I'm with You (2011)
- Official Bootlegs (2011–13)
- 2011 Live EP (2012)
- Rock & Roll Hall of Fame Covers EP (2012)
- I'm with You Sessions (2012–13)
- I'm Beside You (2013)
- 2012-13 Live EP (2014)
- Cardiff, Wales: 6/23/04 (2015)
- The Getaway  (2016)
- Live in Paris EP (2016)

### Glenn Hughes
- Songs in the Key of Rock (2003)
- Soulfully Live in the City of Angels (2004)
- Soul Mover (2005)
- Music for the Divine (2006)
- First Underground Nuclear Kitchen (2008)
- Resonate (2016)

### Chickenfoot
- Chickenfoot (2009)
- Chickenfoot III (2011)

### Chad Smith's Bombastic Meatbats
- Meet the Meatbats (2009)
- More Meat (2010)
- Live Meat And Potatoes (2012)

### Joe Satriani
- What Happens Next (2018)

### Ozzy Osbourne
- Ordinary Man (2020)
- Patient Number 9 (2022)